# Always on My Mind
Always on My Mind je píseň, kterou napsali Mark James, Johnny Christopher a Wayne Carson Thompson.
První ji nazpíval na přelomu let 1969 a 1970 B. J. Thomas, na desce ji ale vydal až v roce 1996. V roce 1971 píseň nazpívala Brenda Lee. První vydanou nahrávkou ale je verze zpěvačky Gwen McCrae, která vyšla v květnu 1972. O několik měsíců později s ní v Británii slavil úspěch Elvis Presley. Asi její nejznámější verze vznikla v roce 1982, kdy ji natočil Willie Nelson. V Americe s ní zaznamenal úspěch na popové i country hitparádě a dosáhl s ní milionového prodeje. V roce 1983 získala tři ceny Grammy (včetně Song of the Year). V roce 1987 s písní (zejména v Evropě) úspěšně vystupovala britská synthpopová skupina Pet Shop Boys.

## České coververze
- Verze Willieho Nelsona z roku 1982 zřejmě[zdroj?] byla předlohou pro coververzi Dej mi šanci poslední s textem Vladimíra Poštulky, nazpívanou Pavlem Bobkem (1984)
- V roce 2012 natočil Karel Gott coververzi S tebou vždycky přijde máj s textem Miloše Skalky

## Hitparády
| Hitparáda      | Umístění |
| -------------- | -------- |
| Austrálie      | 39       |
| Irsko          | 8        |
| Kanada         | 10       |
| Nizozemí       | 17       |
| USA            | 5        |
| Velká Británie | 49       |